# Massaker von Kilianstädten

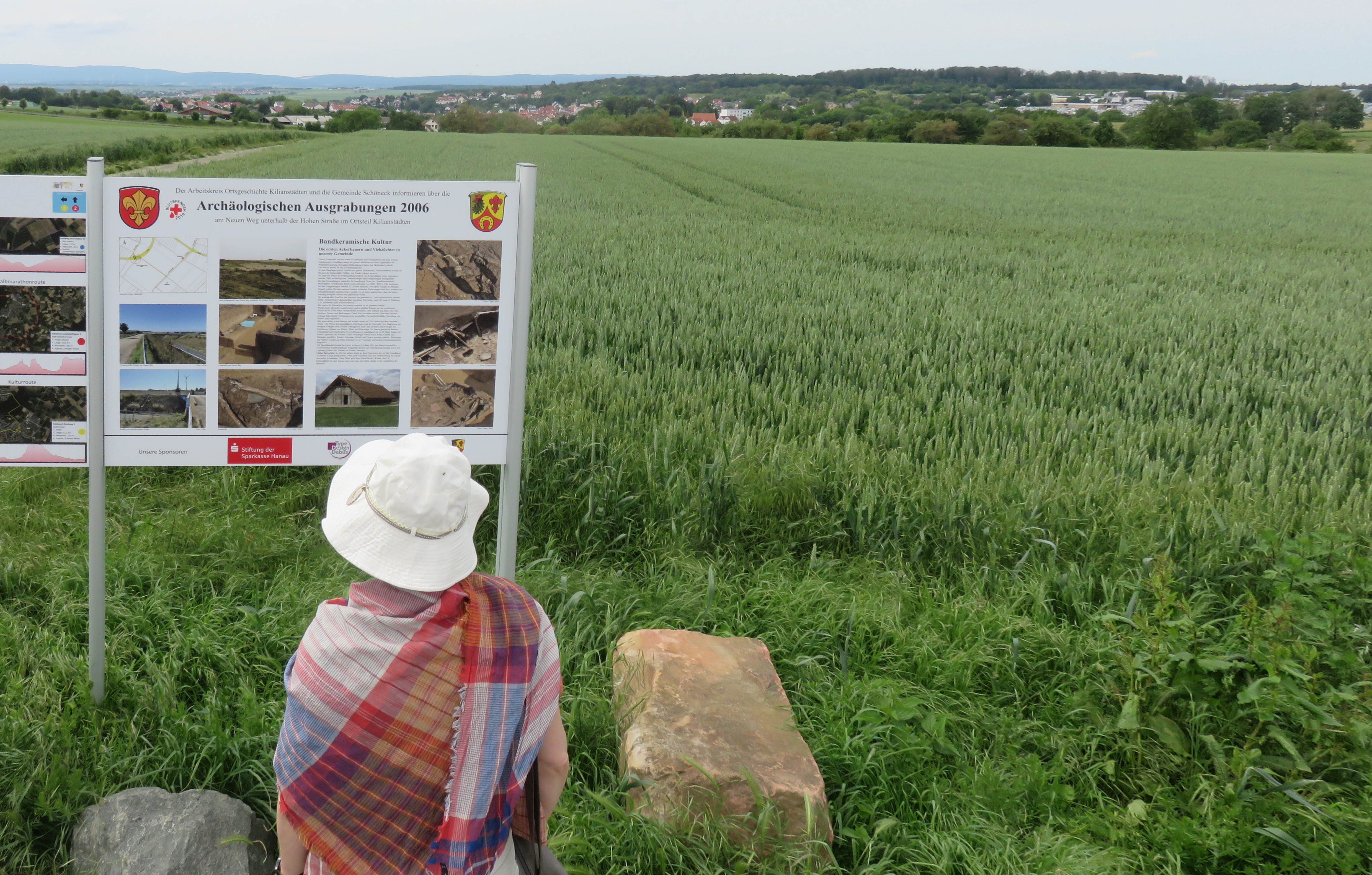
Blick vom Rand der Hohen Straße – über die ehemalige Fläche der hier in Hanglage erbauten bandkeramischen Siedlung – auf Kilianstädten. Grab und Siedlung befanden sich im Gelände links über der Infotafel.

Beim Massaker von Kilianstädten wurden vor rund 7000 Jahren, gegen Ende der Epoche der linearbandkeramischen Kultur, mindestens 26 jungsteinzeitliche Menschen durch stumpfe Gewalt und Pfeilverletzungen getötet. Ihre Leichen wurden in einem Massengrab auf dem Gebiet des Ortsteils Kilianstädten der heutigen Gemeinde Schöneck im hessischen Main-Kinzig-Kreis ohne die zeittypische, ritualisierte Ordnung abgelegt.

## Entdeckung des Massakers
Im Verlauf von Erdarbeiten beim Bau der Ortsumgehung (L 3008) für den Ortsteil Kilianstädten der Gemeinde Schöneck im Main-Kinzig-Kreis stießen die Arbeiter im Jahr 2006 unweit der Straße Neuer Weg auf Knochen, die gemeinsam mit Steingerät, Keramikscherben und Tierknochen geborgen und zur Erforschung an die Mainzer Universität übergeben wurden. Die Radiokarbondatierung (14C-Methode) von vier Knochen ergab ein Alter von 5207 bis 4849 Jahren v. u. Z. (cal BC), die vorgefundene Keramik verweist auf die Zeit um 5000 v. u. Z.

## Untersuchung der Funde

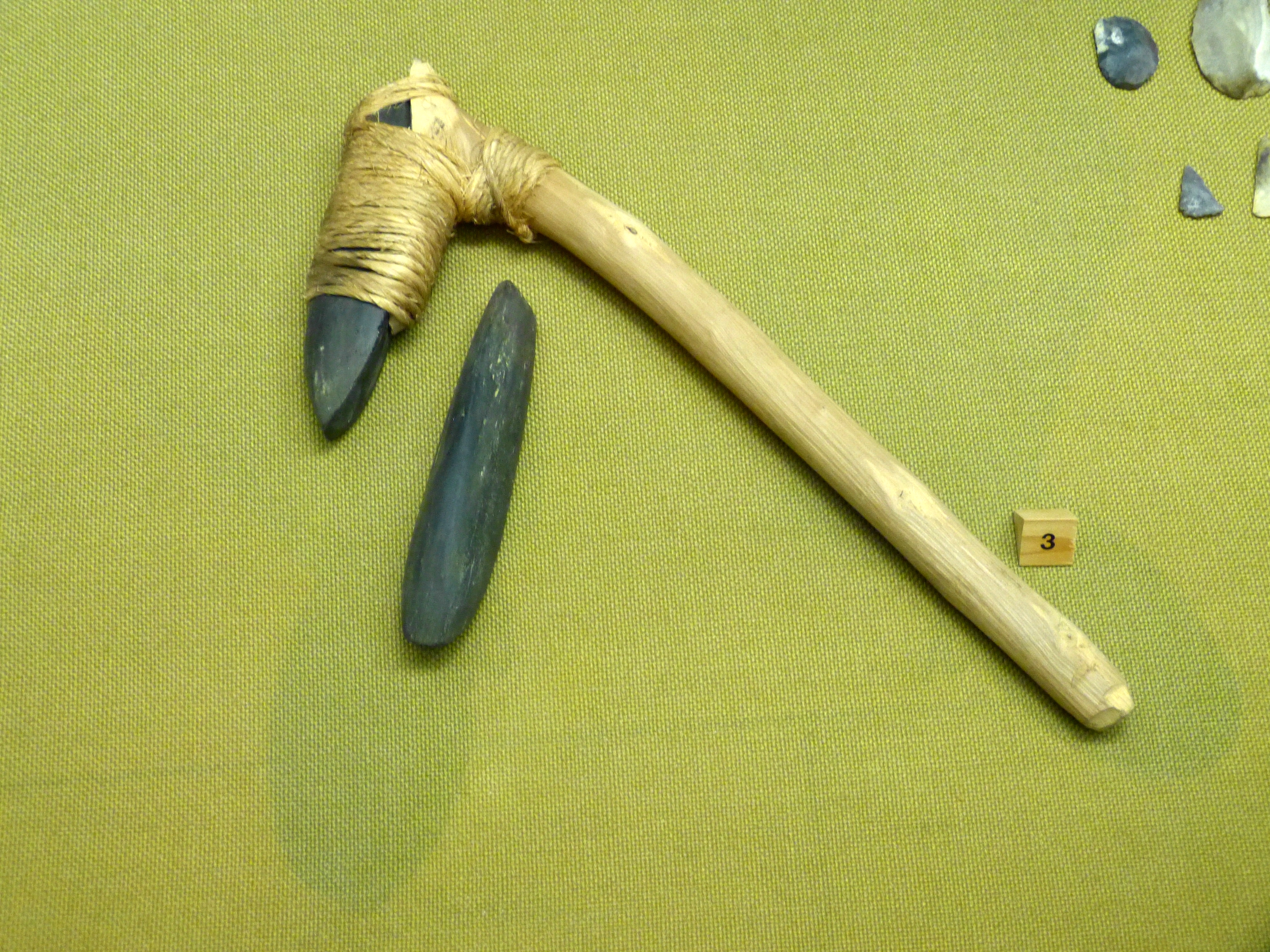
Dechsel: Rekonstruktion einer Schäftung von Schuhleistenkeil und Holzgriff in Anlehnung an LBK-Werkzeuge; hier abgebildet aus den Pfahlbausiedlungen Hornstaad-Hörnle I–V Gaihofen des Zeitraums 3918–2690 v. Chr.

### Fundort
Die Knochen befanden sich in einer V-förmigen, 30 bis 100 Zentimeter breiten und 7,50 Meter langen Grube (Position); an deren Stelle befindet sich heute das auf der bebauten Seite von Kilianstädten gelegene Widerlager einer Brücke über die L 3008. Die Grube war vermutlich Teil eines längeren, zwei Hektar umfassenden Grabensystems, das als sichtbares Zeichen eines territorialen Anspruchs interpretiert werden kann. In unmittelbarer Nähe waren zuvor bereits Hinweise auf mindestens 18 nach und nach entstandene Langhäuser der Linearbandkeramiker gefunden worden. Da es sich wegen der bereits begonnenen Baumaßnahmen um eine Notgrabung handelte, wurden nur die wichtigsten archäologischen Befunde dokumentiert. Als schwierig erwies sich die fachgerechte Untersuchung der Funde, weil die Knochen brüchig und teilweise desintegriert waren. Dennoch gelang es, die Anzahl der entdeckten Skelette, ihr Geschlecht und ihr Alter sowie die Todesursachen zu rekonstruieren.

### Fundkonstellation und archäologische Deutungen
Zu Tode gekommen waren 13 Erwachsene, zwei davon über 40 Jahre alt, ein Jugendlicher im Alter von 16 bis 21 Jahren (der seinerzeit vermutlich bereits als Erwachsener gegolten hat), zwei Kinder im Alter von sechs bis acht Jahren sowie 10 Kinder unter sechs Jahren, darunter ein Baby von ungefähr sechs Monaten. Bei Vergleichen mit anderen Begräbnisstätten fiel den Forschern das Fehlen von Kindern im Alter zwischen neun und 15 Jahren auf.
Das Geschlecht von neun erwachsenen Individuen konnte aufgrund der gefundenen Schädel und Unterkiefer als männlich rekonstruiert werden, die beiden über 40-Jährigen waren vermutlich Frauen. Bei zwei der Toten konnte das Geschlecht nicht mehr bestimmt werden.
Die Hinweise auf längere Zeit vor dem Tod erlittene Krankheiten entsprachen dem in der damaligen Zeit Üblichen: Hinweise auf Entzündungsspuren im Bereich der Rippen infolge von Tuberkulose, Hinweise auf Vitamin-C-Mangel und auf Osteomyelitis, ausgeheilte Rippen-, Oberarm-, Unterarm- und Beinbrüche sowie eine ausgeheilte, offenbar chirurgisch behandelte Verletzung an einem Schädel.
Ein erster Hinweis auf Gewalteinwirkungen, die zum Tod der Menschen geführt haben könnten, war – während der Reinigungsarbeiten im Mainzer Labor – der Fund von zwei knöchernen Pfeilspitzen in unmittelbarer Nähe von Knochen, was dahingehend gedeutet wurde, dass sie in den Körpern steckten, als diese in der Grube abgelegt wurden. Bei den anderen Begleitfunden handelte es sich ausschließlich um gebrauchte und zerbrochene Artefakte – offensichtlich Haushaltsabfall – und nicht um Grabbeigaben. Dass es sich bei den Funden im Massengrab um die Opfer eines Massakers handelte, ergab sich aus den entdeckten, zahlreichen unverheilten Schädel- und Unterkieferbrüchen und frischen Brüchen der langen Armknochen, die den gleich alten Befunden aus der Analyse des Massakers von Talheim (Baden-Württemberg) und des Massakers von Schletz (Niederösterreich) gleichen. Zudem waren die Leichen achtlos, ohne die zeittypische, ritualisierte Ordnung abgelegt worden – in gewöhnlichen Gräbern wurden die Toten meist mit gebeugten Beinen auf der linken Seite liegend und häufig mit Grabbeigaben bestattet.
Fast alle Schädel weisen schwere Verletzungen auf, wie sie durch die Einwirkung stumpfer Gewalt entstehen und durch sogenannte Schuhleistenkeile (= Dechsel-Klingen) der Bandkeramiker hervorgerufen werden können. Die Löcher in den Schädelplatten befinden sich überwiegend im Bereich der linken Schädelhälfte, was typisch ist für eine Verwundung durch einen vor seinem Opfer stehenden, rechtshändig zuschlagenden Angreifer. Zudem wurden zahlreiche unverheilte Trümmerbrüche nachgewiesen, besonders häufig im unteren Bereich der Beine und an zweiter Stelle an den Armen.

## Interpretation der Geschehnisse

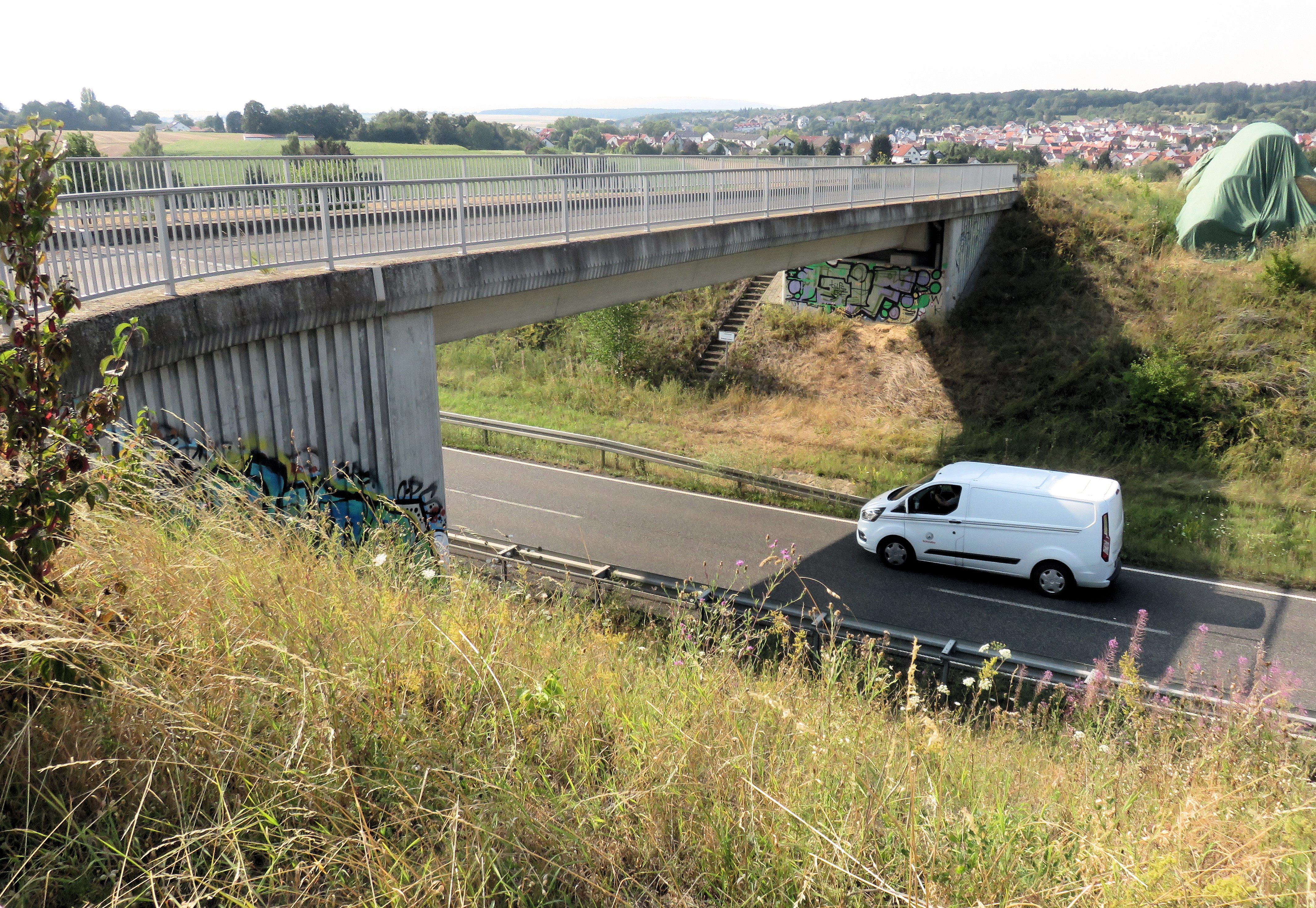
Brücke über die Ortsumgehung (Neuer Weg quert L 3008) bei Kilianstädten: Rechts neben dem jenseitigen Widerlager, zwischen Geländer und dem mit Planen abgedeckten Strohlager, befand sich die Grube, in der die Knochen der Opfer gefunden wurden.

Die Art der Verletzungen und die Altersverteilung der Getöteten sowie der achtlose Umgang mit den Leichen gleicht den Befunden aus Talheim und Schletz und bedeutet, dass auch in Kilianstädten die Bewohner einer kompletten Siedlung ermordet oder gefangen genommen wurden. Das Fehlen jüngerer Frauen unter den Opfern könnte auf Frauenraub hinweisen; das Fehlen älterer Kinder könnte bedeuten, dass sie im Tumult des Angriffs flüchten konnten, während die jüngeren Kinder dies möglicherweise nicht versuchten, oder dass sie ebenfalls – als potentielle Arbeitskräfte – gefangen genommen wurden. Die damals übliche Altersverteilung unterstellt, galt der Angriff einer Gemeinschaft von insgesamt 30 bis 40 Personen.
Einzigartig beim Massengrab von Kilianstädten ist der Befund, dass die Knochen der Unterschenkel (Tibia und Fibula) zerschlagen wurden. Während die Knochenbrüche der Arme noch als Folge von Kampfhandlungen gedeutet werden können, gilt dies bei den Beinbrüchen als unwahrscheinlich; stattdessen interpretierten die Mainzer Forscher diese Gewaltanwendung als symbolischen Akt, selbst die Getöteten noch am Fliehen zu hindern.
Die Gründe für den gewaltsamen Überfall durch eine vermutlich benachbarte Gruppe von Linearbandkeramikern – der frühesten bäuerlichen Gesellschaft Mitteleuropas – sind ungeklärt. Auffällig ist jedoch, dass alle drei bislang bekannten Massaker in der Spätphase der linearbandkeramischen Kultur vorkamen, als zugleich auch massivere Befestigungen um die damaligen Siedlungen nachweisbar sind. Zudem lag die angegriffene Gemeinschaft am Rande der Wetterau sehr nah an einer seit langem bestehenden Grenze zwischen unterschiedlichen Handelswegen für Feuerstein, was auf eine tiefgreifende Kluft zwischen benachbarten Siedlungen hinweisen könnte.
Forschern des Römisch-Germanischen Zentralmuseums zufolge trugen sich die Geschehnisse im Gebiet des heutigen Ortes Kilianstädten zu einer Zeit zu, in der wegen günstiger Klimaverhältnisse die Bevölkerungszahl erheblich zugenommen hatte, so dass die fruchtbare Wetterau sehr dicht besiedelt war. Dies bedeute, „dass sich diese frühen bäuerlichen Gesellschaften eher in guten Zeiten in Richtung vermehrten Konfliktpotentials bewegt hatten, hierfür also im Wesentlichen interne soziale und politische Prozesse ausschlaggebend waren. […] Als die unmittelbaren Motive für die brutale Gewalt zwischen ganzen Gemeinschaften sind Konflikte innerhalb von Siedlungen und Kleinregionen denkbar, um Territorien und politische Vormachtstellung oder auch Ressourcen.“
Als erstaunlich gilt allerdings, dass die Siedlung nach dem Massaker noch etwa zwei Generationen lang bestehen blieb. Dann jedoch endete die linienbandkeramische Kultur auch in der Wetterau und wurde von den nachfolgenden mittelneolithischen Kulturen wie der Hinkelstein-Gruppe abgelöst.

## Parallelen
Das Massengrab von Kilianstädten entstand in zeitlicher und räumlicher Nähe zu den Ereignissen im Bereich der Grabenanlage von Herxheim und zu den bereits erwähnten Massakern von Talheim und Schletz. Jünger datiert ist das Massaker von Potočani, dessen Beteiligte darüber hinaus noch einem anderen archäologischen Kulturkreis angehörten.

## Belege
1. ↑  Das spätbandkeramische Massengrab von Kilianstädten, südliche Wetterau. In: rgzm.de. Abgerufen am 12. Mai 2019.

Koordinaten: 50° 11′ 34″ N, 8° 51′ 38,7″ O